# 蛇岛老铁山国家级自然保护区
辽宁蛇岛老铁山国家级自然保护区位于中华人民共和国辽宁省大连市旅顺口区西部沿海，属温带亚湿润季风气候，面积14595公顷，由蛇岛和老铁山地区两部分组成。主要保护对象是蛇岛蝮蛇（Gloydius shedaoensis）和候鸟及其生态环境。是东亚—澳大利西亚候鸟迁飞路线上的重要节点。
于1980年经国务院批准建立，是全国环境保护系统建立的第一个国家级自然保护区。1993年被纳入首批“中国生物圈保护区网络”单位。2024年经联合国教科文组织世界遗产委员会批准，作为中国黄（渤）海候鸟栖息地二期的一部分列入《世界遗产名录》。
保护区有鸟类375种，其中国家一级保护鸟类21种，国家二级保护鸟类65种，最具代表性的是对环境高度敏感的猛禽。2024年9月23日，保护区单日记录迁徙猛禽11175只，系中国大陆在秋季猛禽监测中首次单日记录过万只猛禽。

## 蛇岛
蛇岛又名蟒岛、小龙山岛，位于旅顺西北方的渤海中，最高海拔215米，因有大量的蛇岛蝮而得名。强烈的融冰风化和海蚀作用使蛇岛裂缝纵横，洞穴遍布，为蝮蛇提供了良好的生存环境。岛上蛇岛蝮种群数量约2万条，是蛇岛的主宰者，主要活跃于鸟类集中迁徙的春秋两季，以迁徙经过的小型雀形目鸟类为食，夏冬两季则夏眠、冬眠。除蛇島蝮外，目前尚未發現有其它爬蟲類動物分布島上。岛上还有少量的褐家鼠、蝙蝠等哺乳动物。岛上植物属华北植物区系，共记录有65科210种野生维管束植物。因海风强烈，岛上的乔木林多变为矮林状态，形成了独特的海岛森林。宋代類書《太平廣記》第四百五十六卷〈蛇一卷〉中提到「東海有蛇丘，地險，多漸洳，眾蛇居之，無人民，蛇或人頭而蛇身」，被猜測可能與蛇島有關。

## 老铁山
老铁山地区包括老铁山、老虎尾、九头山及其周边地区。陆地地貌主要有侵蚀剥蚀小起伏低山、高丘陵、低丘陵，海蚀台地和海滩等。植被为暖温带夏绿阔叶林地带的北部落叶栎林亚地带，属华北植物区系，已记录的维管束植物有85科422种。 